# Wyspy Sangihe
Wyspy Sangihe (Sangir lub Sangi; indonez. Kepulauan Sangihe) – grupa wysp w Indonezji, przy północno-wschodnim wybrzeżu wyspy Celebes. Największą spośród wysp jest Sangir Besar. Łączna powierzchnia tych wysp wynosi 1056 km², a liczba ludności 238 tys. (1980).
Wyspy są nizinne oraz wyżynne, z lasami równikowymi, a najwyższym szczytem jest czynny wulkan Awu. Uprawia się muszkatałowce, ryż, kukurydzę, konopie manilskie (abaka), palmy kokosowe i sagowe oraz banany, pozyskuje się drewno hebanowe. Część mieszkańców trudni się rybołówstwem.
Na wyspach występuje endemiczny, zagrożony wyginięciem gatunek nektarnika kwiatownik wspaniały. Wyspy zamieszkuje lud Sangir, posługujący się językiem sangir (grupa filipińska w ramach rodziny austronezyjskiej).